# Ельниковский район
Е́льниковский райо́н (мокш. Ельниконь аймак) — административно-территориальная единица и муниципальное образование (муниципальный район) в составе Республики Мордовия Российской Федерации.
Административный центр — село Ельники.

## География
Ельниковский район расположен на северо-западе республики. Лесами занято около 26,5 тысяч га. В основном лиственные: дуб, берёза, липа, осина, ольха, клен, ясень. Имеются небольшие сосновые леса.

## История
Ельниковский район Мордовского округа с центром в с. Ельники был образован в 1928 году. В 1930—1935 и 1963—1965 годы район упразднялся, его территория входила в Краснослободский район. 11 марта 1959 года к Ельниковскому району была присоединена часть территории упразднённого Старосиндровского района.

## Население
| \| 1939[8] \| 1959[9] \| 1970[10] \| 1979[10] \| 1989[10] \| 2002[10] \| 2005[11] \| \| -------- \| -------- \| -------- \| -------- \| -------- \| -------- \| -------- \| \| 28 495 \| ↘21 318 \| ↗22 636 \| ↘18 133 \| ↘15 928 \| ↘13 359 \| ↘12 924 \| \| 2006[11] \| 2007[11] \| 2008[11] \| 2009[12] \| 2010[10] \| 2011[13] \| 2012[14] \| \| ↘12 757 \| ↘12 552 \| ↘12 280 \| ↘12 102 \| ↘11 995 \| ↘11 896 \| ↘11 533 \| \| 2013[15] \| 2014[16] \| 2015[17] \| 2016[18] \| 2017[19] \| 2018[20] \| 2019[21] \| \| ↘11 190 \| ↘10 817 \| ↘10 545 \| ↘10 272 \| ↘10 027 \| ↘9754 \| ↘9461 \| \| 2020[22] \| 2021[5] \| \| \| \| \| \| \| ↘9276 \| ↗9659 \| \| \| \| \| \| 5000 10 000 15 000 20 000 25 000 30 000 1970 2006 2011 2016 2021 |         |         |         |         |         |         |
| 1939 | 1959    | 1970    | 1979    | 1989    | 2002    | 2005    |
| 28 495 | ↘21 318 | ↗22 636 | ↘18 133 | ↘15 928 | ↘13 359 | ↘12 924 |
| 2006 | 2007    | 2008    | 2009    | 2010    | 2011    | 2012    |
| ↘12 757 | ↘12 552 | ↘12 280 | ↘12 102 | ↘11 995 | ↘11 896 | ↘11 533 |
| 2013 | 2014    | 2015    | 2016    | 2017    | 2018    | 2019    |
| ↘11 190 | ↘10 817 | ↘10 545 | ↘10 272 | ↘10 027 | ↘9754   | ↘9461   |
| 2020 | 2021    |         |         |         |         |         |
| ↘9276 | ↗9659   |         |         |         |         |         |

## Административное деление
В Ельниковский район как административно-территориальную единицу входят 10 сельсоветов.
В муниципальный район, в рамках организации местного самоуправления, входят 10 муниципальных образований со статусом сельских поселений.
Сельсоветы одноимённы образованным в их границах сельским поселениям.
| №  | Муниципальное образование                    | Административный центр            | Количество населённых пунктов | Население (чел.) | Площадь (км²) |
| -- | -------------------------------------------- | --------------------------------- | ----------------------------- | ---------------- | ------------- |
| 1  | Акчеевское сельское поселение                | село Акчеево                      | 4                             | ↘373             | 32,76         |
| 2  | Большемордовско-Пошатское сельское поселение | деревня Большие Мордовские Пошаты | 8                             | ↗543             | 97,92         |
| 3  | Ельниковское сельское поселение              | село Ельники                      | 14                            | ↗5646            | 251.46        |
| 4  | Каньгушанское сельское поселение             | село Каньгуши                     | 3                             | ↗377             | 33,63         |
| 5  | Мордовско-Маскинское сельское поселение      | село Мордовско-Маскинские Выселки | 3                             | ↗204             | 44,55         |
| 6  | Надеждинское сельское поселение              | село Надеждино                    | 6                             | ↘264             | 100,63        |
| 7  | Новодевиченское сельское поселение           | село Новодевичье                  | 14                            | ↗794             | 154.42        |
| 8  | Новоникольское сельское поселение            | село Новоникольское               | 3                             | ↘298             | 80,86         |
| 9  | Новоямское сельское поселение                | село Новоямская Слобода           | 8                             | ↘308             | 192,33        |
| 10 | Стародевиченское сельское поселение          | село Стародевичье                 | 4                             | ↗852             | 67,49         |

Первоначально в муниципальном районе в 2005 году было образовано 13 муниципальных образований со статусом сельских поселений (им соответствовали 13 сельсоветов).
Законом от 26 мая 2014 года было упразднено Мордовско-Коринское сельское поселение и одноимённый ему сельсовет, а входившие в его состав населённые пункты были включены в Большемордовско-Пошатское сельское поселение (сельсовет).
Законом от 17 мая 2018 года, были упразднены Новоусадское и Старотештелимское сельские поселения и одноимённые им сельсоветы, а входившие в их состав населённые пункты были включены в Новодевиченское сельское поселение (сельсовет).
Законом от 24 апреля 2019 года, было упразднено Большеуркатское сельское поселение (сельсовет), а входившие в его состав населённые пункты были включены в Ельниковское сельское поселение (сельсовет).

### Населённые пункты
В Ельниковском районе 64 населённых пунктов.
| №  | Населённый пункт             | Тип     | Население | Муниципальное образование                    |
| -- | ---------------------------- | ------- | --------- | -------------------------------------------- |
| 1  | Акчеево                      | село    | ↘281      | Акчеевское сельское поселение                |
| 2  | Александровка                | деревня | ↘114      | Новодевиченское сельское поселение           |
| 3  | Алексеевка                   | деревня | ↘82       | Надеждинское сельское поселение              |
| 4  | Большие Мордовские Пошаты    | деревня | ↘316      | Большемордовско-Пошатское сельское поселение |
| 5  | Большой Уркат                | село    | ↘219      | Ельниковское сельское поселение              |
| 6  | Будаево                      | деревня | ↘22       | Ельниковское сельское поселение              |
| 7  | Вачеевка                     | деревня | ↘62       | Большемордовско-Пошатское сельское поселение |
| 8  | Вольный                      | посёлок | ↘12       | Ельниковское сельское поселение              |
| 9  | Голубьевка                   | посёлок | ↘16       | Надеждинское сельское поселение              |
| 10 | Ельники                      | село    | ↘5247     | Ельниковское сельское поселение              |
| 11 | Желтоноговские Выселки       | деревня | ↘4        | Новодевиченское сельское поселение           |
| 12 | Избяной                      | посёлок | ↘19       | Надеждинское сельское поселение              |
| 13 | Кабаново                     | село    | ↘99       | Акчеевское сельское поселение                |
| 14 | Каменный Брод                | село    | ↘67       | Ельниковское сельское поселение              |
| 15 | Каньгуши                     | село    | ↘348      | Каньгушанское сельское поселение             |
| 16 | Карасевка                    | посёлок | ↘2        | Новодевиченское сельское поселение           |
| 17 | Комаровка                    | деревня | ↘2        | Ельниковское сельское поселение              |
| 18 | Красная Горка                | посёлок | ↘21       | Новодевиченское сельское поселение           |
| 19 | Краснофлотец                 | село    | ↘88       | Новодевиченское сельское поселение           |
| 20 | Красные Горки                | посёлок | ↘8        | Ельниковское сельское поселение              |
| 21 | Лепченка                     | деревня | ↘39       | Мордовско-Маскинское сельское поселение      |
| 22 | Ликинье                      | деревня | ↘54       | Акчеевское сельское поселение                |
| 23 | Лобановка                    | деревня | ↘70       | Большемордовско-Пошатское сельское поселение |
| 24 | Лысая Гора                   | село    | ↘6        | Новодевиченское сельское поселение           |
| 25 | Малый Уркат                  | деревня | ↘1        | Ельниковское сельское поселение              |
| 26 | Мельсяны                     | деревня | ↘47       | Ельниковское сельское поселение              |
| 27 | Михайловка                   | посёлок | ↘1        | Новодевиченское сельское поселение           |
| 28 | Молчаново                    | деревня | ↘126      | Стародевиченское сельское поселение          |
| 29 | Мордовские Полянки           | деревня | ↘49       | Мордовско-Маскинское сельское поселение      |
| 30 | Мордовское Корино            | село    | ↘104      | Большемордовско-Пошатское сельское поселение |
| 31 | Мордовско-Маскинские Выселки | село    | ↘148      | Мордовско-Маскинское сельское поселение      |
| 32 | Муравлянка                   | деревня | ↘104      | Новоникольское сельское поселение            |
| 33 | Надеждино                    | село    | ↘249      | Надеждинское сельское поселение              |
| 34 | Новая Армеевка               | деревня | ↘9        | Новоямское сельское поселение                |
| 35 | Новодевичье                  | село    | ↘268      | Новодевиченское сельское поселение           |
| 36 | Новое Кадышево               | село    | ↘69       | Большемордовско-Пошатское сельское поселение |
| 37 | Новоканьгушанские Выселки    | деревня | ↘3        | Новодевиченское сельское поселение           |
| 38 | Новоникольское               | село    | ↘163      | Новоникольское сельское поселение            |
| 39 | Новопичингушанские Выселки   | деревня | ↘55       | Новодевиченское сельское поселение           |
| 40 | Новоусадские Выселки         | село    | ↘94       | Новодевиченское сельское поселение           |
| 41 | Новоямская Слобода           | село    | ↘280      | Новоямское сельское поселение                |
| 42 | Новые Пичингуши              | деревня | ↘258      | Стародевиченское сельское поселение          |
| 43 | Новые Шалы                   | деревня | ↘16       | Большемордовско-Пошатское сельское поселение |
| 44 | Новый Ковыляй                | село    | ↘77       | Новоямское сельское поселение                |
| 45 | Октябрь                      | деревня | ↘5        | Новоямское сельское поселение                |
| 46 | Ольшанка                     | посёлок | ↗20       | Надеждинское сельское поселение              |
| 47 | Передовой                    | посёлок | ↘68       | Ельниковское сельское поселение              |
| 48 | Петровка                     | деревня | ↘14       | Новодевиченское сельское поселение           |
| 49 | Полочино                     | деревня | ↘11       | Ельниковское сельское поселение              |
| 50 | Русское Корино               | село    | ↘77       | Большемордовско-Пошатское сельское поселение |
| 51 | Свободный                    | посёлок | ↘3        | Ельниковское сельское поселение              |
| 52 | Софьино                      | село    | ↘187      | Новоникольское сельское поселение            |
| 53 | Стародевичье                 | село    | ↘758      | Стародевиченское сельское поселение          |
| 54 | Старопичингушанские Выселки  | деревня | ↗8        | Новодевиченское сельское поселение           |
| 55 | Старотештелимские Выселки    | село    | ↗318      | Новодевиченское сельское поселение           |
| 56 | Старые Пичингуши             | село    | ↘146      | Ельниковское сельское поселение              |
| 57 | Старые Русские Пошаты        | деревня | ↘22       | Новоямское сельское поселение                |
| 58 | Старые Шалы                  | деревня | ↘36       | Большемордовско-Пошатское сельское поселение |
| 59 | Старый Тештелим              | деревня | ↘85       | Каньгушанское сельское поселение             |
| 60 | Сузелятка                    | село    | ↘26       | Стародевиченское сельское поселение          |
| 61 | Тумалейка                    | посёлок | ↘11       | Каньгушанское сельское поселение             |
| 62 | Урей 1-й                     | деревня | ↘42       | Ельниковское сельское поселение              |
| 63 | Черляй                       | посёлок | ↘52       | Новоямское сельское поселение                |
| 64 | Чурино                       | село    | ↘124      | Акчеевское сельское поселение                |

Упразднённые населённые пункты
| №  | Населённый пункт        | Тип     | год упразднения |
| -- | ----------------------- | ------- | --------------- |
| 1  | Новодевиченские Выселки | посёлок | 2003            |
| 2  | Новые Русские Пошаты    | село    | 2003            |
| 3  | Тумановка               | деревня | 2003            |
| 4  | Каменнобродские Выселки | поселок | 2003            |
| 5  | Ципизляй                | посёлок | 2007            |
| 6  | Бриловский Завод        | деревня | 2011            |
| 7  | Красная Варма           | посёлок | 2024            |
| 8  | Новобогородские Выселки | деревня | 2024            |
| 9  | Новоямские Выселки      | посёлок | 2024            |
| 10 | Клева                   | посёлок | 1997            |

## Экономика
Район специализируется на молочно-мясном животноводстве. В настоящее время в ряде колхозов имеются животноводческие комплексы.
Из промышленных предприятий имеются: крахмальный завод, маслозавод, торфопредприятие, промкомбинат, радиозавод. На западе района открыты большие залежи известкового камня, на базе которых работает карьер.
Также работает несколько предприятий по производству древесного угля.

## Комментарии
1. ↑  Постановление ВЦИК от 16.07.1928 г. «О составе округов, районов и их центрах Средневолжской области».
2. ↑  По 25 января 1935 года.